# Cupeño
Cupeño (izg. kupenjo; Kuupangaxwichem).-  Pleme Shoshonean Indijanaca u planinskim područjima uz rijeku San Luis Rey i dolini San Jose de Valle Valley u Kaliforniji, podnožje Coast Range. Cupeñosi pripadaju skupini Takic, podskupini Cupan, i najsrodniji su plemenima Aguas Calientes i Cahuilla.
Računa se da je sredinom 18. stoljeća bilo oko 750 Kupenja. Danas većinom žive na rezervatima Pala i Morongo, a 1973. broj im iznosi oko 150.

## Ime
Ime Cupeño dolazi kroz španjolski (sufiks –eño; pl. –eños; španj. za osobu koja živi, ili je iz nekog mjesta), po imenu njihovog glavnog sela Kupa. Sami sebe Kupenji nazivaju Kuupangaxwichem, ili "people who slept here."

## Jezik
Jezik cupeño pripada skupini Cupan. Posljednji govornik umro je 1987. u svojoj 94 godini.

## Povijest
Do 1810. Kupenji imaju malo kontakta s vanjskim svijetom, na prostoru od kojih 10 četvornih milja u dijametru, čije je središte bilo naselje Kupa ili Cupa, danas pod kontrolom bijelih Amerikanaca. Iz ovog kraja preseljeni su 1903. godine na rezervat Pala, put dug 40 milja, koji je trajao tri dana, i koji oni danas nazivaju  'Trail of Tears'. Godine (2000) njih oko 200 živi u okrugu San Diego, napose na rezervatima Pala s Luiseño, i na Los Coyotes s Cahuilla Indijancima.
Pala Band of Mission Indians danas zastupa plemensko vijeće sastavljeno od predsjedatelja (danas je to Robert Smith), pod-predsjednika (Leroy Miranda), tajnika, blagajnika i dva člana.

## Etnografija
Takic narodi iz grupe Šošonaca kulturno su bila slična plemena koja, kaže Julian H. Steward, u oštroj suprotnosti sa Zapadnim Šošoncima, kojima je obilje izbora hrane omogućavalo veće koncentriranje stanovništva na jednom mjestu. Kupenjima je to omogućavalo da žive tek u dvije navedene naseobine (Kupa ili Cupa kod poznatog Warner Hot Springs i Wilakal, danas San Ignacio), a po istom autoritetu, selo je prosječno imalo 250 ljudi. Svako je imalo više rodova i vlastitog starješinu, stoga su dakle mješovitog tipa.
Takic narodi žive u južnoj Kaliforniji nekih 2500 godina, i oni su miroljubivi lovačko/sakupljački narod s planinskim i pustinjskim tipovima kulture.  Zemlja Kupenja nalazi se u blizini jezera Lake Henshaw. Lovcima je bilo na raspolaganju hvatanje zeca, jelena i ptica. Žene su sakupljale razno bilje i trave. Do razdvajanja između Cahuilla (izg. Kavija) i Cupeña, smatraju jezikoslovci, došlo je unazad 500 do 1000 godina. Kupenji ostaju na malenom teritoriju, ali svaki njihov klan ima vlastiti teritorij za lov i sakupljanje. Područje klana Temewhanitcem (u prijevodu 'sjevernjaci')  uključivao je Lost Valley. Indijanci je u ranija vremena nazivaju Wiatava  ili mjesto hrastova (Place of the Oaks), hrast je glavno bogatstvo njihove zemlje jer rodi žirom, a on je žitarica kalifornijskog Indijanca. Kasnije Kupenji zaboravljaju ovo ime. Roscinda Nolasquez (1892-1987; vidi  Arhivirana inačica izvorne stranice od 18. rujna 2007. (Wayback Machine)), posljednja od starih Kupenja koja je živjela u Cupi, jedina zna geografski naziv za ovo područje, Woyeahonit, 'a valley that was wide at each end, and narrow in the center'. Pogled s Hot Springs Mountain (u Cupeño nazivan Su’ish Peki) prema dolje izvrsno opisuje dolinu Lost Valleya.
Klan je temeljna struktura Kupenjo-društva. Phil Briganti kaže, proširena obitelj se sastoji ne samo od roditelja i djece, nego i od djedova i baki, tetaka i ujaka. Svaki klan ima vlastite ceremonije, a poslove sakupljanja i lova, klanski rođaci zajednički obavljaju.  Ulaskom djece u pubertet, pripremaju se odvojene ceremonije za dječake i djevojčice, koje će označiti njihov daljnji put u svijet odraslih. Ženidba je daljnji korak u Kupenjo-životu, nakon kojega dolazi ceremonija davanja imena djeci, a konac života bit će označen funeralnim običajima.
Većinu svoga vremena tijekom godine potroši se na sakupljanje ('žetvu') žira po hrastovim šumama, sakupljanju sjemenki i bobica manzanite (vidi 1  Arhivirana inačica izvorne stranice od 19. svibnja 2016. (Wayback Machine) i 2  Arhivirana inačica izvorne stranice od 7. rujna 2006. (Wayback Machine)) i lovu na sitniju divljač. Svoje 'žetve', kako ih naziva Eva Lips, moraju se obaviti do zime, i dolaska prvih snjegova. Žir će žene tući u brašno, namakati u vodi i sušiti, kako bi se izgubio taninski acid, polifenol koji mu daje gora okus, i dalje ga obrađivati dok ne bude spreman za izradu 'acorn breada'. Dok su žene zauzete oko žira i pripreme 'acorn bread'-a, muškarci odlaze u lov s lukom i strijelom, ponekad će uhvatiti jelena, ali pretežno će to biti zec, on je najvažniji ulov Kupenjo-lovcu, meso će se pripremiti za hranu, a krzno za izradu odjeće. Lov na zeca odvijao se pomoću mreža pletenih od biljnih vlakana, podignutih nad zemljom na travnatom terenu, gdje će ih lovci pobiti svojim kijačama. Većina ulovljene divljači bit će ispečena nad otvorenom vatrom. Ovakav lov na zeca pomoću mreže kakvoga imaju Kupenji, poznata je kod više šošonskih skupina.

## Vanjske poveznice
- Swanton, Cupeño
- Phil Brigandi, The Cupeño People of Lost Valley  Arhivirana inačica izvorne stranice od 12. srpnja 2006. (Wayback Machine)
- A History of American Indians in California: Cupa  Arhivirana inačica izvorne stranice od 29. kolovoza 2005. (Wayback Machine)
- Vocabulary Words in Native American Languages: Cupeno
- Cupeño  Arhivirana inačica izvorne stranice od 6. studenoga 2018. (Wayback Machine)